# Chrysogorgia dispersa
Chrysogorgia dispersa är en korallart som beskrevs av Kükenthal 1908. Chrysogorgia dispersa ingår i släktet Chrysogorgia och familjen Chrysogorgiidae. Inga underarter finns listade i Catalogue of Life.